# Summer Camp Island - Il campeggio fantastico
Summer Camp Island - Il campeggio fantastico (Summer Camp Island) è una serie televisiva animata statunitense del 2018, creata da Julia Pott.
Segue le avventure di Oscar Peltzer e Scricciola, rispettivamente un elefante e un riccio che vengono portati dai loro genitori al campo estivo Summer Camp Island. I due si ritrovano inaspettatamente in un luogo magico popolato da strane creature e dove accadono eventi bizzarri.
La serie viene trasmessa negli Stati Uniti su Cartoon Network dal 7 luglio 2018 al 21 luglio 2019, spostandosi successivamente su HBO Max dal 18 giugno 2020. In Italia la serie viene trasmessa su Cartoon Network dal 6 aprile 2019.
Nel gennaio 2022, Julia Pott ha annunciato il termine della produzione della serie, annunciando una pausa dall'industria dell'animazione per concentrarsi sulla scrittura di libri per bambini.

## Trama
Ambientata in un mondo fantastico popolato da animali antropomorfi, la serie segue le avventure dell'elefante Oscar Peltzer e il riccio Scricciola, che vengono portati in un campo estivo magico, nel quale accadono eventi bizzarri e dove i soverglianti del campo sono famose ragazze streghe, cavalli che si trasformano in unicorni, squali parlanti, yeti, cabine infestate, post-it che portano ad altre dimensioni, e mostri ficcanaso che vivono sotto il letto. Oscar e Scricciola devono fare i conti con questi eventi insoliti e rendere la loro permanenza in campo utile.

## Episodi
| Stagione         | Episodi | Episodi | Prima TV USA | Prima TV Italia |
| ---------------- | ------- | ------- | ------------ | --------------- |
| Prima stagione   | 40      | 20      | 2018         | 2019            |
| Prima stagione   | 40      | 20      | 2019         | 2019            |
| Seconda stagione | 20      | 20      | 2020         | 2020            |
| Terza stagione   | 12      | 12      | 2020         | 2021            |
| Quarta stagione  | 13      | 13      | 2021         | 2021            |
| Quinta stagione  | 15      | 15      | 2021         | 2022            |
| Sesta stagione   | 20      | 20      | 2023         | 2022            |

## Personaggi e doppiatori

### Personaggi principali
- Oscar Peltzer, voce originale di Justin Felbinger (ep. pilota), Elliott Smith, Asher Bishop e Antonio Raul Corbo, italiana di Riccardo Suarez.
Un elefante antropomorfo e determinato, migliore amico di Scricciola. Ama l'ordine e farà di tutto per superare in astuzia Susie.
- Scricciola (in originale: Hedgehog), voce originale di Ashley Boettcher (ep. pilota) e Oona Laurence, italiana di Sara Labidi.
Un riccio antropomorfo femmina, è più sveglia e intelligente del migliore amico Oscar e come quest'ultimo, anche lei tenta di sfidare in astuzia Susie. Nell'episodio "Hedgehog Werewolf", si trasforma in licantropo durante le notti di luna piena.
- Susie McCallister, voce originale di Julia Pott, italiana di Monica Vulcano.
Una gatta antropomorfa con poteri magici e capo dei sorveglianti del campo. Dal carattere difficile e prepotente verso i campeggiatori, dimostra, in realtà, un comportamento responsabile e comprensivo. Nonostante abbia 15 anni, l'episodio "Fuzzy Pink Time Babies" suggerisce che ha centinaia di anni.
- Alice Fefferman, voce originale di Charlyne Yi, italiana di Perla Liberatori.
Un elefante femmina antropomorfa e sorvegliante del campo. Pur essendo il braccio destro di Susie dai modi austeri, si dimostra meno prepotente di quest'ultima.
- Betsy Spellman, voce originale di Nikki Castillo, italiana di Giulia Tarquini.
Un cavallo antropomorfo femmina e sorvegliante del campo. Sembra essere la più gentile e razionale delle streghe e sembra scontrarsi con Susie a volte. Viene rivelato nell'episodio "Hedgehog Werewolf" che lei è in realtà un lupo mannaro.
- Max, voce originale di Thomas Vaethroeder (ep. pilota) e Ramone Hamilton, italiana di Federico Campaiola.
Un pipistrello antropomorfo scaltro e amante del divertimento a cui piace frequentare Oscar e Scricciola. Tutti sembrano pensare che sia forte a causa del suo cappello all'indietro.

### Personaggi di supporto
- Pajamas, voce originale di Anna Strupinsky (ep. pilota) e Naomi Hansen, italiana di Stefano Broccoletti.
Un pigiama senziente di proprietà di Oscar.
- Pepper Corn, voce originale di Sam Lavagnino, italiana di Benedetta Ponticelli.
Un nevrotico panda antropomorfo vestito con una coperta di sicurezza.
- Lucy Thompson, voce originale di Indie Nameth.
Un cavallo antropomorfo.
- Oliver, voce originale di Andre Robinson.
Un cane antropomorfo amante della musica.
- Alexa e Lem Mongello, voci originali di Alexa Nisenson e Daphne Thomas.
Due giraffe antropomorfe. Voce italiana di Alexa: Cristina Garosi.
- Oddjobs, voce originale di Aparna Nancherla.
- Dott. P. Shark, voce originale di Judd Hirsch (ep. pilota) e Richard Kind.
Uno squalo antropomorfo che vive nella piscina della stanza di Oscar.
- Howard, voce originale di Mike Birbiglia, italiana di Mirko Mazzanti.
Un mostro grigio con gli occhiali che vive sull'isola.
- Ava, voce originale di Fortune Feimster, italiana di Melissa Maccari.
Un mostro maculato che vive sull'isola.
- Mortimer, voce originale di Bobby Moynihan.
Un mostro grigio bluastro che vive sull'isola.
- Blanche, voce originale di Alia Shawkat.
Un mostro marrone con le corna che vive sull'isola.
- Melvin, voce originale di Bobby Moynihan.
Un piccolo mostro arancione che vive sull'isola.
- Margot, voce originale di Kimiko Glenn.
Un mostro alato viola che vive sull'isola.
- Freddie, voce originale di Cole Sanchez.
Un cucciolo di mostro blu che vive sull'isola.
- Itsadee, voce originale di Alison Wotchgalef.
Un mostro rosa a strisce che vive sull'isola.
- Sole, voce originale di Melanie Lynskey.
Un indifferente sole della Nuova Zelanda.
- Luna, voce originale di Cedric the Entertainer.
Un'amichevole luna, amica di Oscar e Scriccola.
- Mostro sotto il letto, voce originale di Judd Hirsch (ep. pilota) e Alfred Molina.
Un mostro che vive sotto il letto di Scricciola.
- Sue Peltzer, voce originale di Kathleen Wilhoite.
Un elefante antropomorfo, madre di Oscar.
- Andy Peltzer, voce originale di Alfred Molina.
Un elefante antropomorfo, padre di Oscar.
- Saxophone, voce originale di Elijah Wood, italiana di Maurizio Montecchiesi.
Uno yeti adolescente.
- Puddle, voce originale di Ethan Maher, italiana di Francesca Rinaldi.
Un alieno innamorato del re del suo pianeta.
- Ghost the Boy, voce originale di Caleb McLaughlin.
Un fantasma ed ex fidanzato di Betsy. Ha due genitori maschi.
- Cinnamon Raisin Toast, voce originale di Alia Shawkat.
Un pezzo di pane abbrustolito alla cannella che studia giornalismo.
- Popular Banana Split, voce originale di Nat Faxon.
Una banana split.
- Jimmyjama, voce originale di Bobby Moynihan, voce italiana Marco Barbato.
- Ramona, voce originale di Lesley Nicol, italiana di Francesca Rinaldi.
- The Werewolf Queen, voce originale di Lorraine Bracco.
- Invisivisor, voce originale di James Marsden.
- Invisivisette, voce originale di Minnie Driver.

## Distribuzione

### Trasmissione internazionale
- 7 luglio 2018 negli Stati Uniti d'America su Cartoon Network;
- 18 agosto 2018 in America Latina su Cartoon Network;
- 1º dicembre 2018 in Germania e Polonia su Cartoon Network;[7][8]
- 10 dicembre 2018 in Ungheria su Cartoon Network;[9]
- 19 gennaio 2019 in Spagna e Portogallo su Boing;
- 6 aprile 2019 in Italia su Cartoon Network;[1]
- 18 giugno 2020 negli Stati Uniti d'America su HBO Max;

## Riconoscimenti
| Anno | Premio                                    | Categoria                           | Nominato                    | Risultato       |
| ---- | ----------------------------------------- | ----------------------------------- | --------------------------- | --------------- |
| 2016 | AFI Fest                                  | Animated Short Special Jury Mention | Julia Pott (per il "Pilot") | Vincitore/trice |
| 2016 | AFI Fest                                  | Animated Short Film                 | Julia Pott (per il "Pilot") | Candidato/a     |
| 2017 | Florida Film Festival                     | Best Short Film                     | Julia Pott (per il "Pilot") | Vincitore/trice |
| 2017 | Provincetown International Film Festival  | Best Animated Short                 | Julia Pott (per il "Pilot") | Vincitore/trice |
| 2017 | San Francisco International Film Festival | Best Family Film                    | Julia Pott (per il "Pilot") | Vincitore/trice |
| 2017 | San Francisco International Film Festival | Best Animated Short                 | Julia Pott (per il "Pilot") | Candidato/a     |
| 2017 | Sundance Film Festival                    | N/A                                 | Julia Pott (per il "Pilot") | Candidato/a     |
| 2017 | SXSW Film Festival                        | Animated Short                      | Julia Pott (per il "Pilot") | Candidato/a     |
| 2018 | Common Sense Media                        | Common Sense Seal                   | Summer Camp Island          | Vincitore/trice |